# Regla de la raó inversa d'una funció
En càlcul la regla de la raó inversa d'una funció és una drecera per a trobar la derivada d'una funció f(x) en el cas que aquesta funció vingui expressada com a 1/g(x) i la derivada de g(x) sigui coneguda. La derivada es podria trobar aplicant la regla del quocient o la regla de la cadena però en aquest tipus de funcions, la regla de la raó inversa dona una fórmula més senzilla.
La regla de la raó inversa estableix que la derivada de {\displaystyle 1/g(x)} ve donada per
{\displaystyle {\frac {d}{dx}}\left({\frac {1}{g(x)}}\right)={\frac {-g'(x)}{(g(x))^{2}}}}
als punts on {\displaystyle g(x)\neq 0.}

## Demostració

### A partir de la regla del quocient
La regla de la raó inversa es dedueix a partir de la regla del quocient, fent el numerador {\displaystyle f(x)=1}. Resulta,
| {\displaystyle {\frac {d}{dx}}\left({\frac {1}{g(x)}}\right)={\frac {d}{dx}}\left({\frac {f(x)}{g(x)}}\right)} | {\displaystyle ={\frac {f'(x)g(x)-f(x)g'(x)}{(g(x))^{2}}}}      |
| | {\displaystyle ={\frac {0\cdot g(x)-1\cdot g'(x)}{(g(x))^{2}}}} |
| | {\displaystyle ={\frac {-g'(x)}{(g(x))^{2}}}.}                  |

### A partir de la regla de la cadena
La regla de la raó inversa també es pot deduir a partir de la regla de la cadena. Sia {\displaystyle f(x)=x^{-1}.} Llavors, 
{\displaystyle f(g(x))=(g(x))^{-1}={\frac {1}{g(x)}}}.
Aplicant la regla de la cadena,
| {\displaystyle {\frac {d}{dx}}\left({\frac {1}{g(x)}}\right)={\frac {d}{dx}}f(g(x))} | {\displaystyle =f'(g(x))\cdot g'(x)}           |
|                                                                                      | {\displaystyle =-(g(x))^{-2}\cdot g'(x)}       |
|                                                                                      | {\displaystyle ={\frac {-g'(x)}{(g(x))^{2}}}.} |

## Exemples
La derivada de {\displaystyle 1/(x^{2}+2x)} és:
{\displaystyle {\frac {d}{dx}}\left({\frac {1}{x^{2}+2x}}\right)={\frac {-2x-2}{(x^{2}+2x)^{2}}}.}
La derivada de {\displaystyle 1/\cos(x)} (en els punts on {\displaystyle \cos x\not =0}) és:
{\displaystyle {\frac {d}{dx}}\left({\frac {1}{\cos(x)}}\right)={\frac {\sin(x)}{\cos ^{2}(x)}}={\frac {1}{\cos(x)}}{\frac {\sin(x)}{\cos(x)}}=\sec(x)\tan(x).}